# Península de Cheleken
A península de Cheleken (em russo:  Челекен полуостров) é uma península no oeste do Turquemenistão, sobre o mar Cáspio. Tem uma área de cerca de 500 km2.
A península de Cheleken tem cerca de 40 km de comprimento e 22 km de largura. Limita com o mar Cáspio a oeste e com o Golfo Türkmenbaşy (antiga Baía de Krasnovodsk) a norte. A península tem um clima seco continental com uma precipitação de 150 mm/ano. A área é desértica e a parte central é terreno elevado até 100 m, com penhascos de 25 m de altura na parte central da costa ocidental, enquanto a costa leste é baixa e arenosa.
A península tem duas barra no seu extremo, a de norte também é conhecido como Península de Kafaldja, enquanto a de sul corre em direção a Ogurja Ada (Ilha de Ogurchinsky) e é conhecida como Península de Dervish. De vez em quando, como em 1995, a península de Cheleken torna-se novamente uma ilha quando o nível das águas do Cáspio aumenta. Há vulcões de lama na península de Cheleken.